# Fuzarca
A fuzarca é uma arte de pesca/petrecho tipo armadilha utilizada na atividade de pescaria artesanal do tipo predatória.
Segundo o Instituto Brasileiro do Meio Ambiente e dos Recursos Naturais Renováveis (IBAMA), este é um petrecho ilegal de caça considerado pedratória não sustentável (não seletivo),, que causa alta taxa de mortalidade de qualquer tipo e tamanho de pescado.

## Modo de preparo
É um petrecho fixo de pesca formado por duas enfias na forma de V, onde a extremidade prende-se a rede de fios de náilon na forma de funil. Uma extremidade da rede é fixada no fim das espias e a outra extremidade é presa a estaca.

## Arte de pesca
Os petrechos/equipamentos usados na pesca artesanal podem ser classificados em:
- técnicas fixas: curral; fuzarca; matapi; muzuá/covo; tapagem/pari,[5][6] e; zangaria;[5]
- técnicas móveis: arrastão; espinhel/palangre; linha de mão; malhadeira, e; tarrafa.

Outros petrechos de pesca: guizo; poitamento; timbó; cavalinho; fisga; garateia; arpão; puçá; caniço; rabiola; socó; moponga; paneirão.